# 哈克尼 (堪薩斯州)
哈克尼（Hackney）為美國堪薩斯州考利縣的一座小型非建制地區。海拔高度333公尺（1,093英尺），聯邦資料處理標準代碼為20-29375，地名資訊系統編號為470349。

## 歷史
此社區的郵政局於1894年3月31日開設，期間持續營運直到1924年2月15日裁撤。
哈克尼在艾奇遜，托皮卡和聖塔菲鐵路為一處裝運點。